# Дорога Абылая
Дорога Абылая (каз. Абылай Жолы) — торгово-караванная трасса в Казахстане.
Известна с середины 18 века благодаря Абылай-хану. В 1756 году киргизские манапы Сауыр, Есенгул, Атеке-жырык напали на казахские аулы Ор и Жетысу, разграбили их имущество и скот. Это послужило поводом для совершения набегов на алатауских киргизов. Отряды Абылай-хана двигались через Кокшетау, Есиль, Нуру, Сарысу, Шу, Талас. В 1773—1775 годах хан совершал нападения на Ташкентский округ, затем селил своих подданных в крепостях Шымкента и Ташкента. В эти походы он отправлялся через те же населенные пункты, что и в 1756 году. Этот путь получил название Дорога Абылая; в народе — Шаңды жол (Пыльная дорога).